# Püssensheim (Adelsgeschlecht)

Wappen der Linie Krensheim

Die Herren von Püssensheim waren ein fränkisches Adelsgeschlecht, welches sich ab der ersten Hälfte des 12. Jahrhunderts nach dem unterfränkischen Ort Püssensheim bei Prosselsheim benannte, und zu den Iringern gezählt werden darf.

## Geschichte

### Herkunft
Bereits im Jahr 800 wird ein Iring unter den Zeugen einer Schenkung an das Bistum Würzburg der Amalbirg, Tochter des Adelher, genannt. Diesem seltenen Namen begegnen wir als einem der Leitnamen der Püssensheimer. Darüber hinaus ist eine Urkunde vom 13. Oktober 1005 überliefert, worin Heinrich, König des Ostfrankenreiches, die Leibeigenen Geroldus und Iringus an Bischof Heinrich von Würzburg aus dem Haus der Grafen von Rothenburg übergab. Dieser Iring ist mit hoher Wahrscheinlichkeit der Ahnherr der Herren von Püssensheim. Seine Nachkommen finden sich danach im Umfeld der Grafen von Rothenburg wieder. Ab 1097 wurden Urkunden mit einem Iring in der Zeugenreihe zur Regel, jedoch zu dieser Zeit noch ohne Nennung eines Ortes oder eines Familiennamens.

### Erstnennung
Am 10. Juli 1136 treten mit Konrad von Püssenhsheim (Buzinishem) die Herren von Püssensheim erstmals unter diesem Namen in Erscheinung. Sie gehörten zum fränkischen Uradel und waren Ministeriale des Bistums Würzburg. Aus der Urkunde von 1136 erfahren wir, dass Konrad zwei Brüder namens Adelhalm (vermutlich von Tiefen oder Stetten) und Iring hatte. Diesen Konrad von Püssensheim zieht Schäfer als den Stammvater der Herren von Homburg bei Gössenheim und Homburg am Main in Betracht. Iring wurde um 1137 erschlagen und hinterließ einen minderjährigen Sohn namens Konrad, wie wir aus einer Urkunde vom 5. Mai 1137 erfahren. Der Abt des Klosters Ebrach Adam sowie der Klostergründer Berno (wohl der Onkel des Iring von Pleichfeld) hatten vereinbart, dass der Ministeriale Iring [von Pleichfeld] ihnen seine Lehen in Alitzheim (Alolvesheim) übertragen sollte, wofür sie ihm 3,5 Mark bezahlt hatten. Der vorzeitige Tod Irings unter Hinterlassung eines minderjährigen Sohnes als Erben hatte jedoch die Übergabe dieser Lehen an das Kloster verhindert. Daraufhin einigten sich Abt Adam und Berno mit dem Großvater (wohl der Würzburger Vitztum Konrad) des Jungen Konrad [von Pleichfeld] und dessen Vormund Ebo dahingehend, dass diese das Lehen des Iring in Alitzheim dem Bischof auflassen. Im Austausch erhielt der Sohn des Iring 14,5 Hufen und ein Gut in Geldersheim vom Bischof von Würzburg zu Lehen. Der Abt Adam und Berno haben außerdem ein Gut, gelegen in Ober- oder Unterpleichfeld (Bleifelt), dem minderjährigen Sohn des Iring von Pleichfeld und seinen Freunden und Vormündern überlassen. Unter den Zeugen werden auch ein Konrad und sein Bruder Iring aufgelistet.
Konrad von Püssensheim und Konrad von Homburg werden 1140 in einer Urkunde genannt, jedoch ohne entsprechenden Hinweis auf ein Verwandtschaftsverhältnis (Vater/Sohn). Deutlicher wird das Verwandtschaftsverhältnis durch eine Urkunde aus dem Jahr 1157. Darin wurde ein Vergleich über das Erbe des Würzburger Domherrn Eberhard beurkundet. Eberhard hatte seinen bedeutenden Besitz in Gössenheim (unterhalb der Burg Homburg) dem Kloster Schlüchtern und dessen Abt Mangold vermacht. Dagegen legten sein Bruder Iring und seine namentlich nicht genannte Schwester erfolgreich Einspruch ein, da ihre Ansprüche auf die Güter in Gössenheim nicht berücksichtigt worden waren. Man einigte sich schließlich auf einen Vergleich. Dabei verpflichtete sich Abt Mangold zu einer Ausgleichszahlung von 100 Mark. Die hohe Summe veranschaulicht, wie großzügig das Vermächtnis war. Es umfasste bewirtschaftete und unbebaute Flächen, Gebäude in der Stadt, den Turm, die Kirche, Felder, Bäume und die ganze Ebene samt Weinbergen. Dass eine verwandtschaftliche Beziehung zwischen dem Haus Homburg und den Püssensheimer bestand, vermutete auch Dr. A. Amrhein, begründete seine Vermutung jedoch nicht näher. Der Sohn des 1136 genannten Iring von Püssensheim nannte sich ab 1152 Iring von Zabelstein.
Dank des recht seltenen Vornamens Iring lässt sich auch ihr Vater bestimmen. Ein Iring ist urkundlich von ca. 1100 bis 1115 unter anderem in Urkunden der Grafen von Comburg zu finden. In einer Urkunde des Würzburger Bischofs Erlung wird dieser als Ministerial bezeichnet. In einer Urkunde aus dem Jahr 1113 hingegen finden wir ihn als Treuhänder des Grafen Heinrich von Comburg. Es darf daher vermutet werden, dass Iring ursprünglich ein Ministerial der Grafen von Comburg war, dann jedoch durch die Aufgabe der Grafschaft und die damit verbundene Schenkung ihres Besitzes zu einem Ministerial des Bischofs von Würzburg wurde. Eine Abstammung der Herren von Püssensheim von den Herren von Freinberg kann aufgrund des recht seltenen Vornamens Iring in Betracht gezogen werden. Dort tritt ein Irinch de friginperge um 1080 in Erscheinung. Dies würde die Theorie von J. P. J. Gewin stützen, der die Herkunft des Reichsküchenmeisters Heinrich I. von Rothenburg von den Herren von Moosburg zu erkennen vermag. Richtig, und auch urkundlich belegbar ist, dass Iring von Zabelstein und der erste Reichsküchenmeister Heinrich von Rothenburg Brüder waren.

### Linien
Unter dem Namen Püssensheim ist dieses Geschlecht urkundlich bis in die erste Hälfte des 14. Jahrhunderts nachweisbar, was aber nicht bedeutet, dass dadurch die Familie ausstarb. Vielmehr lässt sich eine Abwanderung in andere Gebiete Süddeutschlands nach dem Aussterben des letzten Zähringers Berthold V. erkennen, die dort unter anderen Namen fortbestanden. Zu den Püssensheimer sind nach Schäfer zu zählen: Da sich Nachnamen bei Ministerialen erst gegen Ende des 12. Jahrhunderts zu entwickeln begannen und diese sich je nach Sitz ändern konnten, ist eine mögliche Abstammung zu dieser Zeit nur anhand von Vornamen möglich. Wer von wem abstammte, ist daher schwierig zu beurteilen. Die folgende Abstammung ist daher mit äußerster Vorsicht zu sehen.
- Herren von Zabelstein (Erstnennung unter dem Namen Zabelstein: 1147)[10], wird 1146 noch als „Iringum de Pusenesheim“ bezeichnet[11], jedoch in der Zeugenfolge gleich wie 1147

- Herren von Biebelried, durch Kauf der Burg nannte sich ein Zweig danach – 1189 „Wolframus de Zabelstein… jure proprietatis ... in Bibelrit sitos“
- Herren von Scherenberg (Erstnennung: 1215 Hartmodus de Scheremberch, deren Stammburg lag lediglich etwa 2KM östlich der Burg Zabelstein)

- Herren von Stollburg (Erstnennung der Stollburg 1146)[13] evtl. lediglich durch Heirat.

- Herren von Rothenburg
- Herren von Nordenberg

- Herren von Seldeneck
- Herren von Bebenburg

- Herren von Clingenburg (1184 Mundschenk Konrad von Klingenberg – Linie der Schenken von Limpurg)
- Herren von Krensheim (Erstnennung: 1176 „Heinrico Crehse“. Schreibweisen: Cresso, Creseno, Crassenus, Crase, Cressonis)

- Herren von Königheim (1149 tauschte König Konrad III. Güter unter anderen in Königsheim mit dem Kloster Ebrach. Ab 1209 finden sich dort der Zabelsteiner Cuonradus de Kennencheim; Ab 1220 erstmals im Breisgau – Diethericus de Kunigisheim, 1223 Dietrico de Chungesheim mit seinem Bruder Colarius)

- Herren von Endingen (Erstnennung: 1223 Colarius, frater Dietrici sculteti de Endingen, et filius suus)
- Herren von Collenberg-Endingen (in Urkunden meist als Koler oder Kolman bezeichnet. Erstnennung im Breisgau: 1223 Colarius, frater Dietrici sculteti de Endingen, et filius suus)

- Herren Geben, Freiburg, 1264 „her[r] cholman (Kolmann, Koler von Endingen) der alte, un[d] s[e]in sun (Sohn) her[r] Gebene“

- Herren von Randersacker (Adelsgeschlecht) (Erstnennung: „1209 Iringos de Randesaker et Heinricus filius eius“)
- Herren von Collenburg am Main (Erstnennung: 1131 „Colman“ / 1140 „prepositum Gotefridum de Culenberc“)
- Herren von Rottendorf (Erstnennung: 1177 De Rotendorf: Billungus et fratres sui Dietricus et Herbordus.)
- Herren von Homburg (Erstnennung: 1136 Cunrath de Hohenburg).
- Homburg (Gössenheim) (Das Verwandtschaftsverhältnis zwischen den Zabelsteinern; den Herren von Reinstein, den Homburgern und darüber hinaus eventuell mit den Herren von Marmelstein vermutete bereits August Amrhein.[6] Den im 12. Jahrhundert genannten Eberhard von Marmelstein (de Marmone) setzt Schäfer hingegen mit Eberhard von Püssensheim gleich.)
- Herren von Neuenburg-Triefenstein (Erstnennung: 1155 Walther de Nuenburc)
- Herren von Homburg-Reinstein (so auch Amrhein[6])
- Herren von Tiefen (Erstnennung 1103)
- Herren von Pleichfeld (Erstnennung 1137: Iring von Pleichfeld[16])

## Wappengalerie

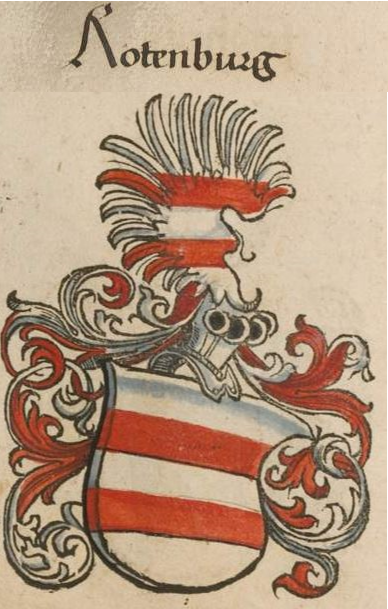
Wappen der Küchenmeister von Rothenburg
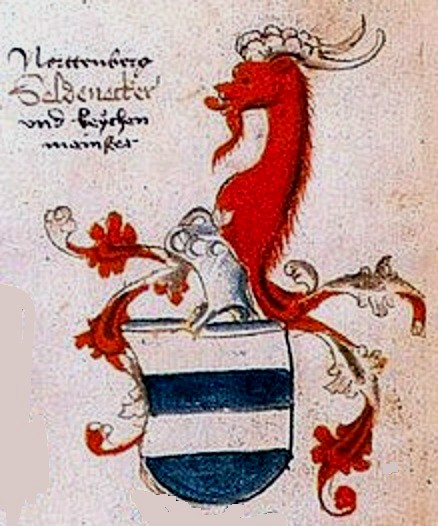
Wappen Herren von Seldeneck
Wappen Küchenmeister von Neuenburg (Triefenstein)
Wappen der Herren von Homburg
Wappen Herren von Homburg-Reinstein
Schenken von Schuepf aus denen Conrad von Klingenberg hervorging, 5 silberne Schippen(?)
Herren von Klingenberg, geteilt mit Schippen(?), Helmzier sechsspeichiges Rad
Wappen der Gemeinde Klingenberg am Main mit sechsspeichigem Rad
Wappen Kolman von Endingen, gerandet mit sechsspeichigem Rad
Wappen der Herren von Tusslingen, identisch mit jenem der Kolman
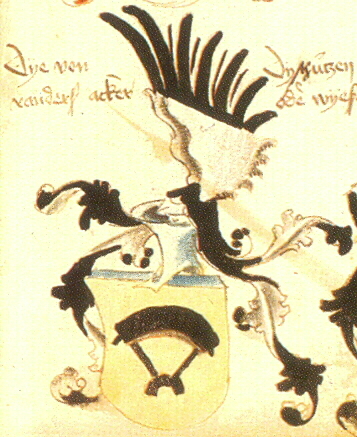
Wappen der Herren von Randersacker, viertel Rad
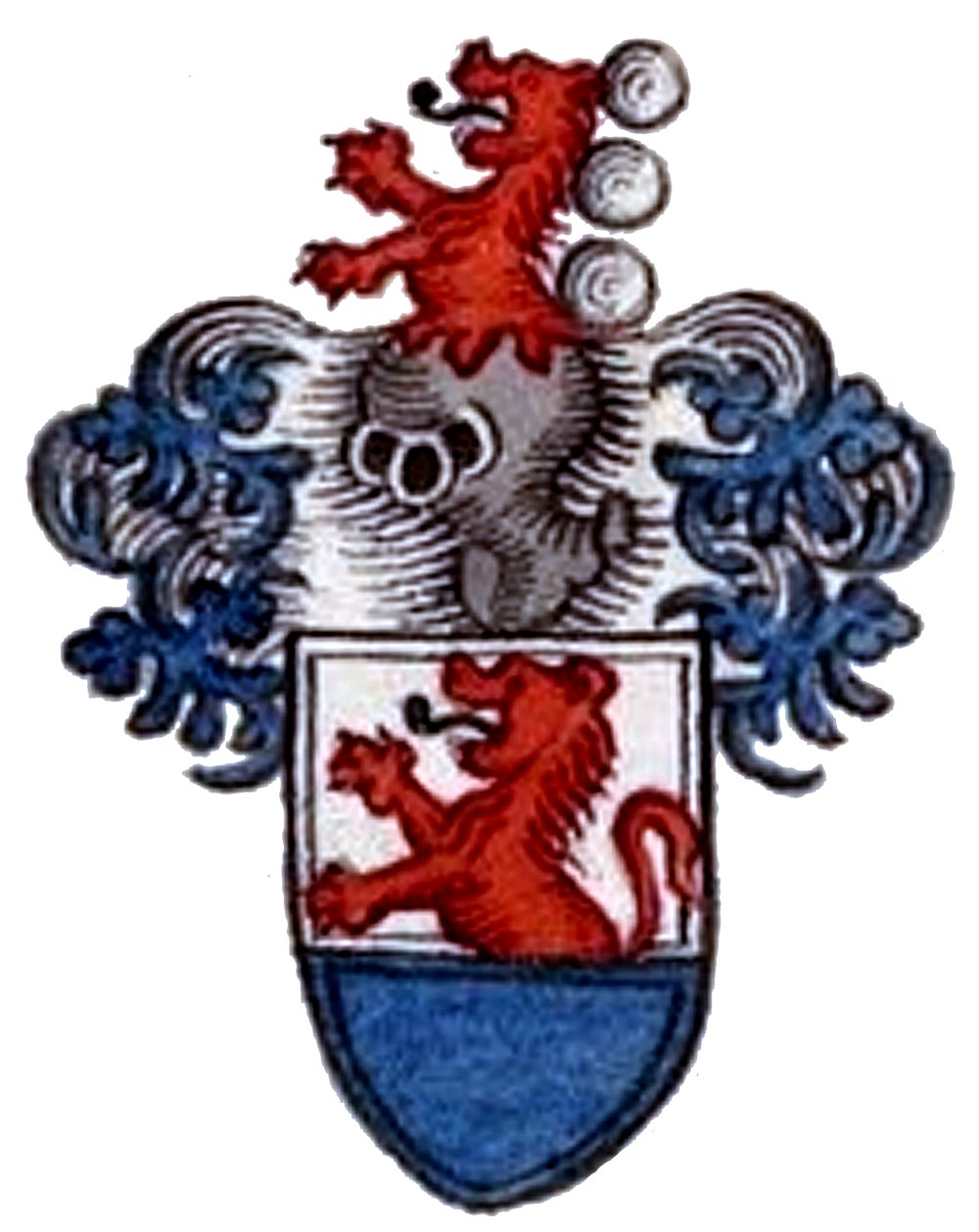
Wappen der Herren von Endingen, mittig geteilt mit schreitendem Löwen
Wappen Koler von Endingen, mittig geteilt mit schreitendem Löwen
Truchsess von Riegel, mittig geteilt mit schreitendem Löwen
Truchsess von Geroldseck, mittig geteilt mit schreitendem Löwen
Wappen der Herren von Koensheim, mittig geteilt mit schreitendem Löwen
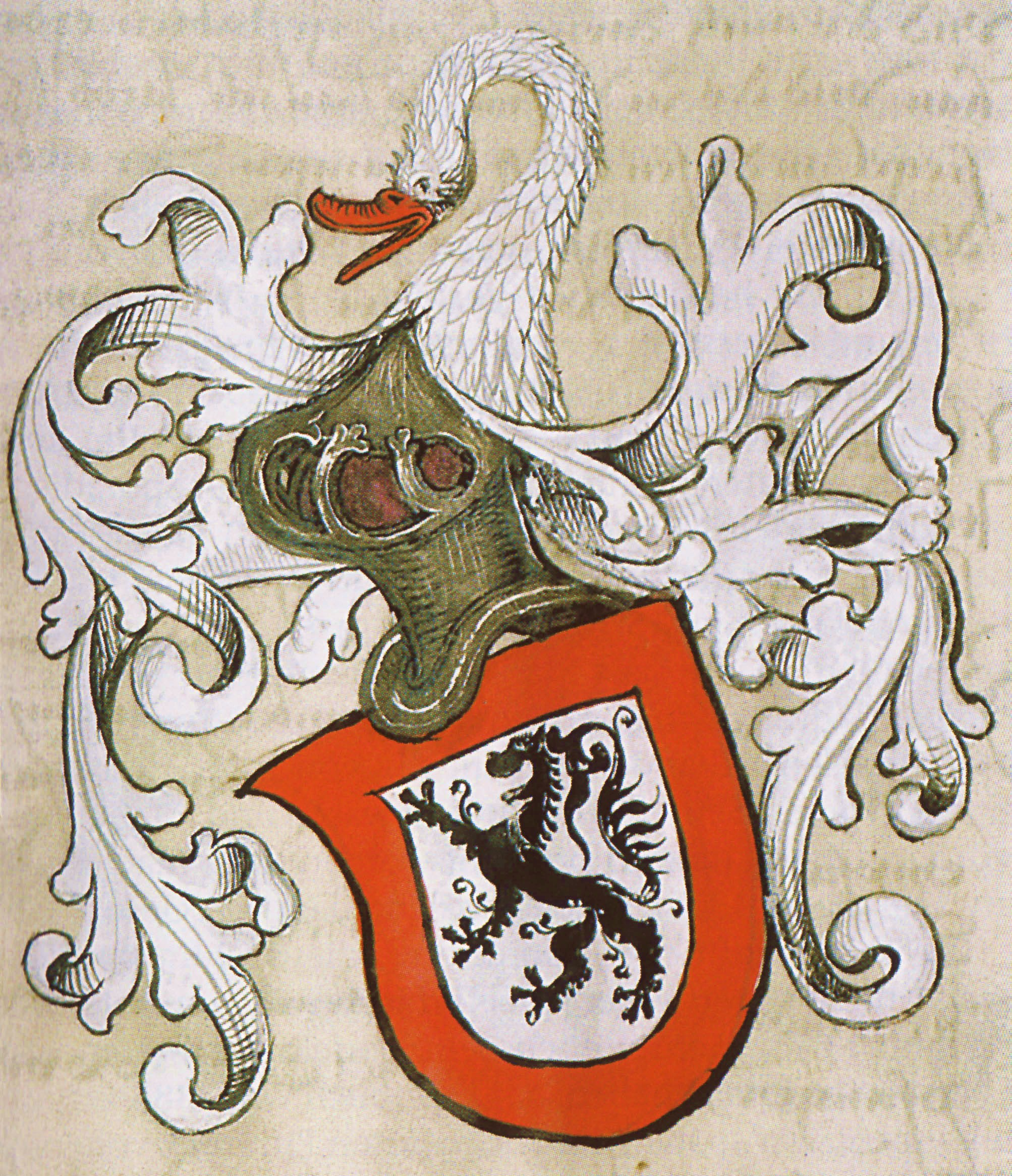
Wappen der elsässischen Herren von Lichtenberg wo eine Verwandtschaft vermutet wird.
Wappen Geben-Münzmeister, 1379, gerandet mit schreitendem Löwen
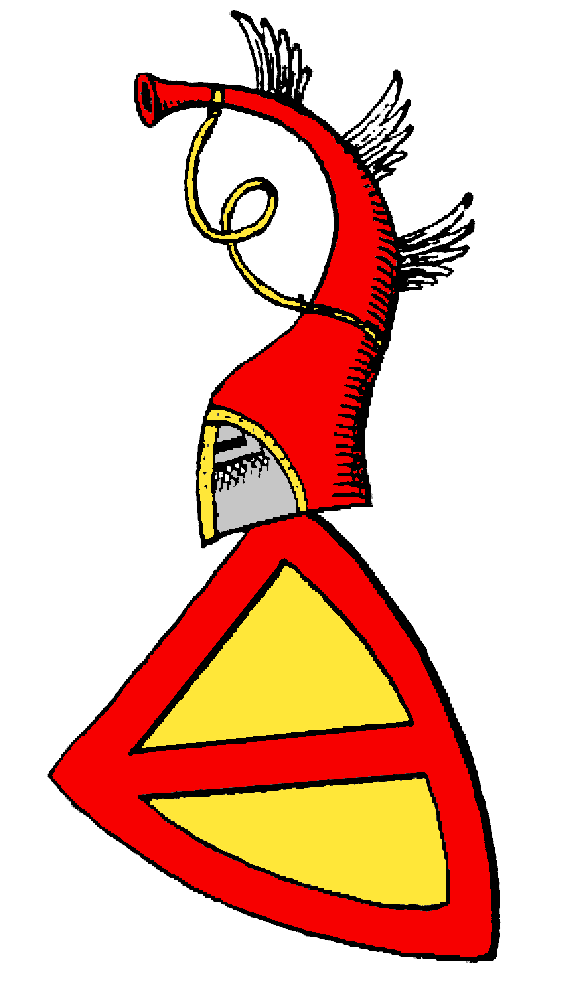
Wappen Geben-Schüsser, gerandet mit Querbalken